# Alpes de Weisshorn e do Cervino
Os Alpes de Weisshorn e do Monte Cervino (em italiano:  Alpi del Weisshorn e del Cervino, e em alemão:  Weisshorn-Matterhorn-Alpen) é um maciço que faz parte dos Alpes Ocidentais na sua secção dos Alpes Peninos e se encontra  em parte no Vale de Aosta na Itália, e no cantão do Valais na Suíça. O ponto mais alto é a Weisshorn com 4 505 m.
Em volta do maciço encontra-se o Colo Collon, Arolla, Vale de Hérens, Rio Ródano, Vispertal, Mattertal, Valtournenche,  o Rio Dora Baltea,  eAosta.

## SOIUSA
A Subdivisão Orográfica Internacional Unificada do Sistema Alpino (SOIUSA) criada em 2005, dividiu os Alpes em duas grandes partes:Alpes Ocidentais e Alpes Orientais, separados pela linha formada pelo  Rio Reno - Passo de Spluga - Lago de Como - Lago de Lecco.
Os Alpes Peninos são formados pelo conjunto dos Alpes do Grande Combin, Alpes de Weisshorn e do Cervino, Alpes do Monte Rosa, Alpes de Biella e Cusiane, e Alpes de Mischabel e de Weissmies

### Classificação  SOIUSA
Segundo a SOIUSA este acidente orográfico é uma Sub-secção alpina  com as seguintes características
- Parte = Alpes Ocidentais
- Grande sector alpino = Alpes Ocidentais-Norte
- Secção alpina = Alpes Peninos
- Sub-secção alpina = Alpes de Weisshorn e do Monte Cervin
- Código = I/B-9.II

## Imagens

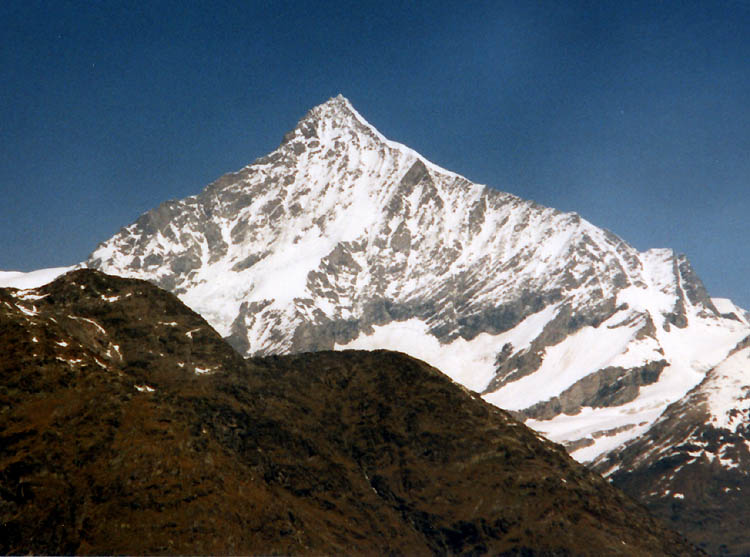
O Weisshorn
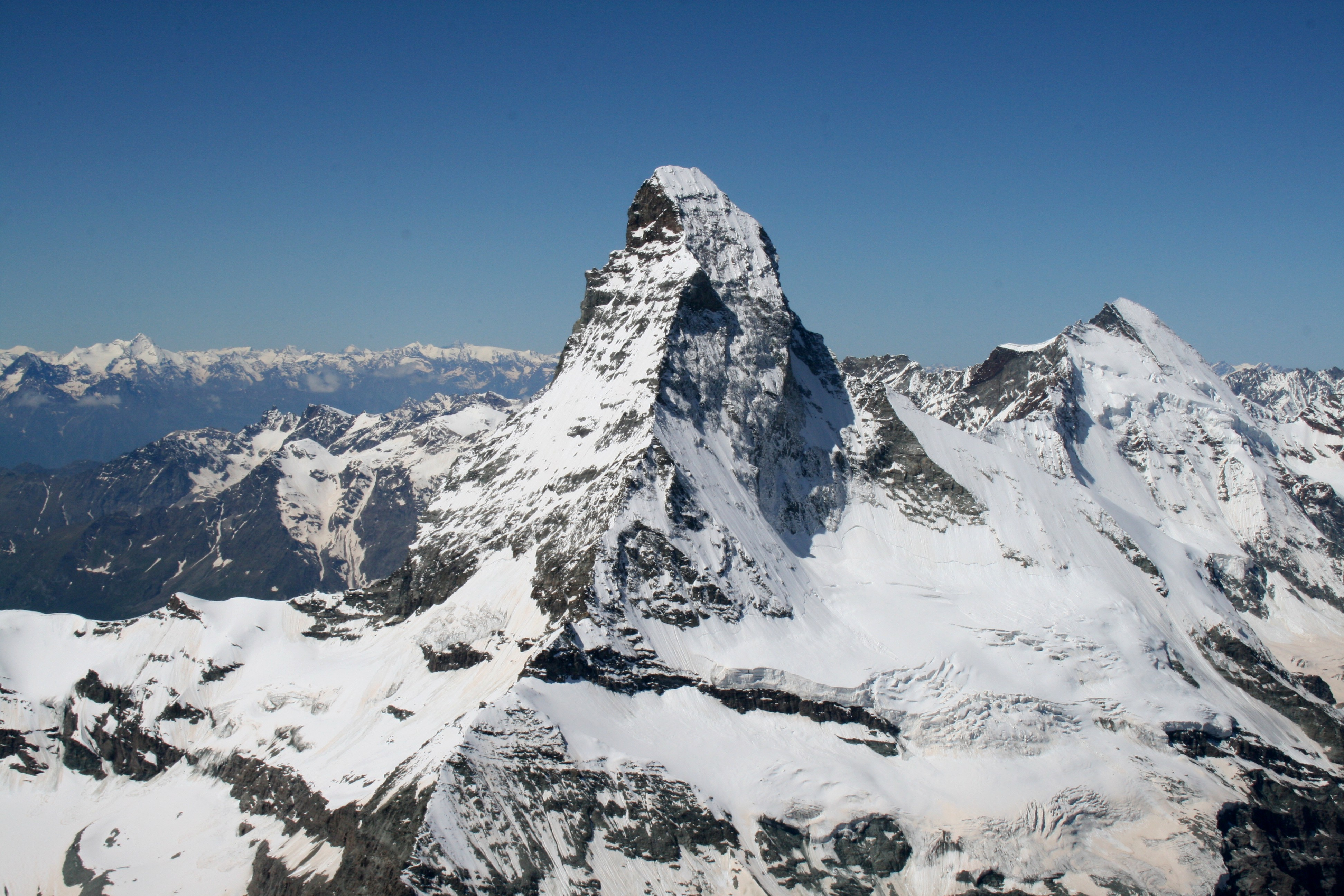
O Cervino ou Matterhorn